# 里奥埃斯佩拉
里奥埃斯佩拉是巴西米纳斯吉拉斯州的一个市镇。总面积239.688平方公里，总人口6594人，人口密度27.5人/平方公里。